# Werner Camichel
Werner Camichel (ur. 26 lutego 1945 w Zuoz, zm. 27 marca 2006 w Samedan) – szwajcarski bobsleista. Złoty medalista olimpijski z Sapporo.
W 1972 triumfował w czwórkach, w osadzie Jeana Wickiego. Był także mistrzem świata (1973 i 1975). W 1976 był chorążym szwajcarskiej ekipy podczas zimowych igrzysk olimpijskich (nie wziął w nich udziału).
Miał synów Corsina (1981-) i Duriego (1982-2015), którzy zostali hokeistami.